# Sankt Hans Torv
Sankt Hans Torv er en plads på Indre Nørrebro i København. I gamle dage blev pladsen brugt til kvægtorv for de kreaturer, der græssede på Københavns Nørre Fælled. Hvor torvet ligger i dag, samlede man kvæget, når det skulle malkes. Sankt Johannes (Johannes Døberen) var kvæghyrdernes skytshelgen. 
I slutningen af 1700-tallet blev pladsen udgangspunkt for vogne, der kørte folk til skovene nord for København, f.eks. til Sankt Hans. Derfor kaldtes pladsen i folkemunde Sankt Hans Torv, og det blev senere et officielt navn.
Torvets navn har inspireret til navngivningen af Sankt Johannes Kirke, som stod færdig i 1861 og ligger øst for torvet klemt inde mellem gaderne Nørre Allé og Blegdamsvej. Hans er en kortere, dansk form for bibelens Johannes.[kilde mangler]
I de sidste ti år har torvet og det omkringliggende område næsten udviklet sig "latinerkvarterslignende" med et rigt og varierede kulturliv, samt mange cafeer, restauranter og specialforretninger.
Skt. Hans Torv var engang et stort vejkryds, men en del af trafikårerne er nu brudt af en let bølgende flade, som støder op til en af de omkransende bygninger. Den bølgende flade minder om et naturligt terræn. Her står et enkelt træ. Granitbelægningen tilpasser sig de omkringliggende gaders brolægning og højdeforskelle. Midt på pladsen står Jørgen Haugen Sørensens vandkunst "Huset, der regner",hvorfra det af og til pibler fra små springvand i belægningen. Torvet blev omlagt efter planer af Sven-Ingvar Andersson og Henrik Pøhlsgaard for stadsarkitekt Otto Käszner, og var afsluttet i 1992.
Trafikken spiller stadig en stor rolle på Skt. Hans Torv, men nu som en dynamisk faktor, der vidner om, at vi befinder os i en travl og livlig bydel. Til trods for trafikken er stemningen på Skt. Hans Torv venlig og afslappet. Pladsen er blevet et åndehul for Nørrebros beboere, som har fået deres helt eget centrum.